# ریشارد هوفمان
ریشارد هوفمان (به آلمانی: Richard Hofmann) بازیکن فوتبال و مهاجم اهل آلمان است که از سال ۱۹۲۷ میلادی عضو تیم ملی فوتبال آلمان بوده‌است. وی در ۲۵ بازی ملی حضور داشته است و آخرین بازی ملی خود را در سال ۱۹۳۳ میلادی انجام داد. ریشارد هوفمان در بازی‌های ملی‌اش ۲۴ گل به ثمر رساند.